# Modulador óptico

Explicação da funcionalidade de um modulador óptico.

Um modulador óptico é um dispositivo que é usado para modular um feixe de luz. O feixe pode ser transportado no espaço livre, ou propagado através de um guia de ondas (fibra óptica). Dependendo do parâmetro de um feixe de luz que é manipulado, os moduladores podem ser categorizados em moduladores de amplitude, moduladores de fase, moduladores de polarização, etc. Muitas vezes, a maneira mais fácil de obter a modulação da intensidade de um feixe de luz é modular a corrente que dirige a fonte de luz, e.g. um díodo laser. Este tipo de modulação é chamada modulação direta, em oposição à modulação externa realizada por um modulador de luz. Por esta razão moduladores de luz estão presentes, e.g. em comunicações por fibra óptica, chamados moduladores de luz externos.
Com diodos de laser da largura da linha estreita onde é necessária, a modulação direta é evitada devido a uma largura de efeito “gorgear” ("chirping") de banda quando aplicando e removendo a corrente para o laser.